# Pallavolo ai Giochi della XX Olimpiade
I tornei di pallavolo ai Giochi della XX Olimpiade si sono svolti dal 27 agosto al 9 settembre a Monaco di Baviera, durante i Giochi della XX Olimpiade.

## Podi
| Evento                         | Oro              | Argento      | Bronzo           |
| Pallavolo maschile (dettagli)  | Giappone         | Germania Est | Unione Sovietica |
| Pallavolo femminile (dettagli) | Unione Sovietica | Giappone     | Corea del Nord   |